# Helpt
Helpt è una frazione del comune di Woldegk del Meclemburgo-Pomerania Anteriore, in Germania.